# 드라그넷
드라그넷(Dragnet)은 미국에서 제작된 댄 애크로이드, 앨런 즈웨이벨, 톰 맨키에브이츠 감독의 1987년 코미디, 범죄, 드라마 영화이다. 댄 애크로이드 등이 주연으로 출연하였고 데이비드 퍼멋 등이 제작에 참여하였다.

## 출연

### 주연
- 댄 애크로이드
- 톰 행크스

### 조연
- 크리스토퍼 플러머
- 해리 모건
- 알렉산드라 폴
- 잭 오할로런
- 엘리자베스 애슐리
- 데브니 콜먼

## 제작진
- 원조: 잭 웹
- 협력프로듀서: 돈 젭펠
- 미술: 로버트 F. 보일
- 의상: 타린 드 첼리스
- 배역: 린 스터마스터
- 배역: 데이빗 루빈